# クリストファー・アンデション

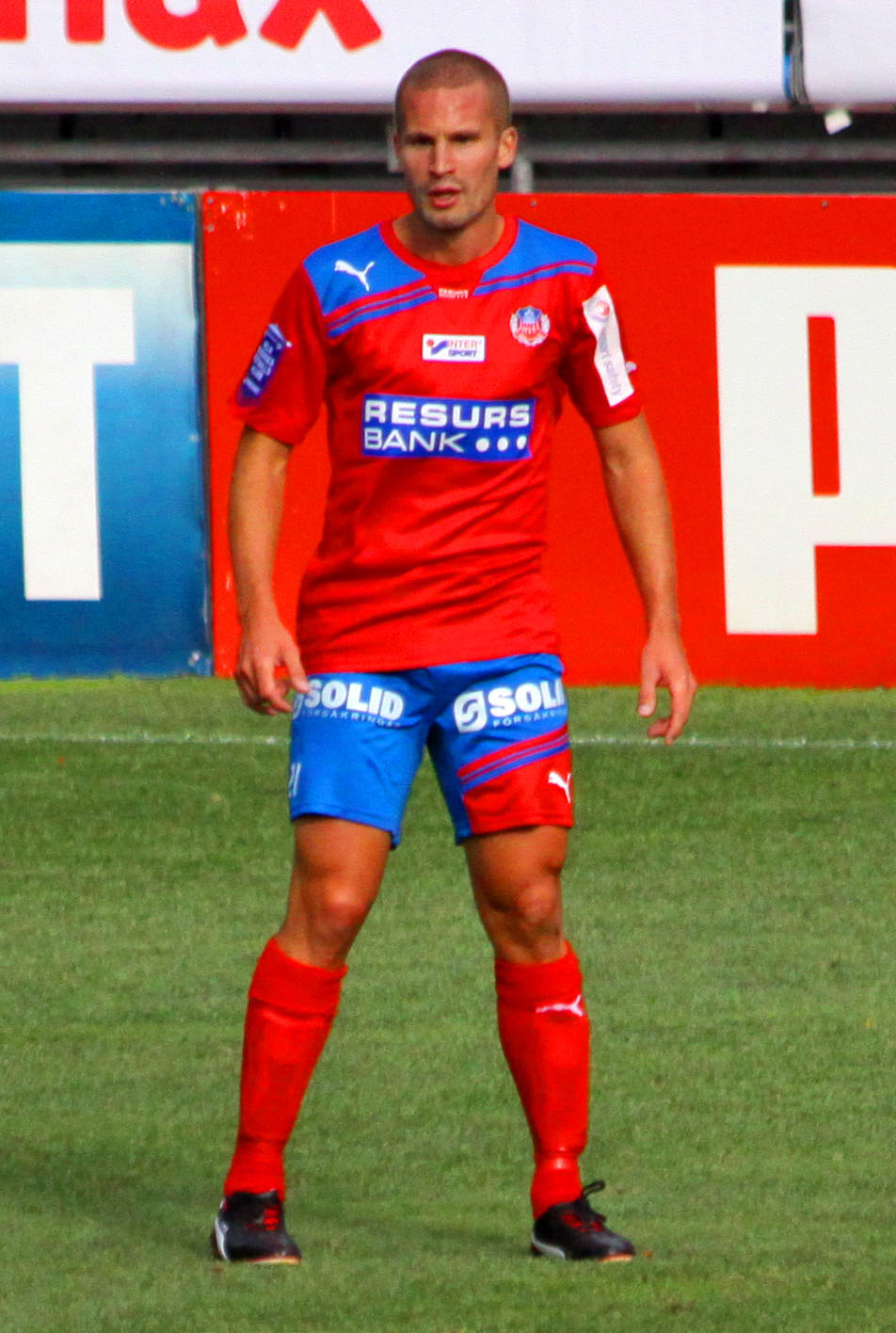
クリストファー・アンデション

クリストファー・アンデション（Cristoffer Andersson, 1978年10月22日 - ）はスウェーデン出身の元サッカー選手、サッカー指導者。現役時代のポジションはディフェンダー。
2002 FIFAワールドカップ欧州予選にも出場した元スウェーデン代表右サイドバック。

## 所属クラブ
- 1998-2003  ヘルシンボリIF
- 2004-2006  リールストロムSK
- 2006-2007  ハノーファー96
- 2007-2014  ヘルシンボリIF
- 2015  ハルムスタッズBK
- 2016  ヘルシンボリIF

## 指導歴
- 2022 -  ファルケンベリFF

| スタブアイコン | サブスタブ | この項目は、まだ閲覧者の調べものの参照としては役立たない、サッカー選手に関連した書きかけの項目です。この項目を加筆・訂正などしてくださる協力者を求めています（P:サッカー/PJ:サッカー選手/PJ:女子サッカー）。 |